# Martin Moormann
Martin Moormann (* 30. April 2001 in Stockerau) ist ein österreichischer Fußballspieler.

## Karriere

### Verein
Moormann begann seine Karriere beim SV Sierndorf. Zur Saison 2013/14 wechselte er in die Jugend des SV Horn. Zur Saison 2014/15 kam er in die AKA St. Pölten. Zur Saison 2018/19 wechselte er zum SK Rapid Wien, wo er in der Akademie und für die Amateure zum Einsatz kommen sollte. Sein Debüt in der Regionalliga gab er im August 2018 gegen die SV Schwechat. In seiner ersten Saison bei Rapid II kam er zu 17 Regionalligaeinsätzen und machte dabei zwei Tore.
In der abgebrochenen Saison 2019/20 kam Moormann zu neun Einsätzen und stieg zu Saisonende mit Rapid II in die 2. Liga auf. Sein Debüt in der zweithöchsten Spielklasse gab er im Oktober 2020, als er am sechsten Spieltag der Saison 2020/21 gegen den SK Vorwärts Steyr in der Nachspielzeit für Bernhard Zimmermann eingewechselt wurde. Im Oktober 2021 stand er im Cup gegen den SKU Amstetten erstmals im Kader der ersten Mannschaft Rapids. In jener Partie wurde er in der 62. Minute für Emanuel Aiwu eingewechselt und gab so auch sein Debüt für die Profis. Im selben Monat gab er gegen den LASK auch sein Debüt in der Bundesliga. Beim Startelf-Debüt für Rapid in der UEFA Europa League im November 2021 war Moormann auswärts bei Dinamo Zagreb nur 20 Minuten auf dem Feld, da er frühzeitig aufgrund einer Kopfverletzung ausgewechselt werden musste.
Im März 2022 unterzeichnete Moormann vorzeitig einen neuen Vertrag beim SK Rapid bis Sommer 2025.
Nach sechs Jahren in Hütteldorf wechselte Moormann zur Saison 2024/25 zum Ligakonkurrenten FC Blau-Weiß Linz, bei dem er einen bis 2026 laufenden Vertrag erhielt.

### Nationalmannschaft
Moormann spielte im Februar 2016 erstmals für eine österreichische Jugendnationalauswahl. Im August 2017 kam er gegen Finnland erstmals für die U-17-Mannschaft zum Einsatz. Für diese absolvierte er bis März 2018 zwölf Spiele. Von März bis Mai 2019 kam er zu vier Einsätzen im U-18-Team. Im März 2022 debütierte er gegen Kroatien für die U-21-Auswahl.